# 蘇斯皮羅斯灣
63°19′S 56°28′W / 63.317°S 56.467°W
蘇斯皮羅斯灣（英語：Suspiros Bay）是南極洲的海灣，位於葛拉漢地，是茹安維爾島的西端，處於馬德崖以南，由阿根廷軍長命名，現時由南極條約體系管理。